# Veliki potres v Kantoju (1923)
Veliki potres v Kantoju (関東大地震, Kantō dai-džišin; Kantō ō-džšin) je prizadel nižino Kanto na glavnem japonskem otoku Honšu ob 11:58:44 JST (02:58:44 UTC). ) v soboto, 1. septembra 1923. Različni podatki kažejo, da je potres trajal med štirimi in desetimi minutami. Obsežne požarne nevihte in celo ognjeni vrtinec so povečali število smrtnih žrtev. Dokumentirani so bili državljanski nemiri po katastrofi (tj. pokol v Kantoju).
Potres je imel magnitudo 7,9 na trenutni lestvici (Mw),  z žariščem globoko pod otokom Izu Ōšima v zalivu Sagami. Vzrok je bil pretrganje dela konvergentne meje, kjer se Filipinska morska plošča pogreza pod Ohotsko ploščo vzdolž črte tektonskega jarka Sagami.
Od leta 1960 je japonska vlada 1. september razglasila za dan preprečevanja nesreč (防災の日, Bōsai no hi) ali dan v spomin in priprave na velike naravne nesreče, vključno s cunamijem in tajfunom. Vaje in dogodki za promocijo znanja so osredotočeni na ta datum, kot tudi podelitve nagrad za zasluge.

## Potres
Kapitan ladje SS Dongola je poročal, da je bil zasidran v notranjem pristanišču Jokohame:
Ob 11.55 uri ladja se je začela močno tresti in vibrirati in ob pogledu proti obali je bilo videti, da se dogaja strašen potres, stavbe so se rušile na vse strani in v nekaj minutah ni bilo videti ničesar od oblakov prahu. Ko so ti odstranili, je bilo videti ogenj, ki se je širil v mnogih smereh in v pol ure je bilo vse mesto v plamenih.
Ta potres je opustošil Tokio, pristaniško mesto Jokohama in okoliške prefekture Čiba, Kanagava in  Šizuoka ter povzročil obsežno škodo po vsej regiji Kanto. Moč potresa je bila tako velika, da se je v Kamakuri, več kot 60 km od epicentra, kip  Velikega Bude, ki tehta približno 121 ton, premaknil za skoraj 60 centimetrov.
Ocenjenih je bilo približno 142.800 smrtnih žrtev, vključno s približno 40.000 pogrešanimi in domnevno mrtvimi. Po zaključnem poročilu japonskega gradbenega podjetja Kajima Kobori Research iz septembra 2004 je bilo v potresu leta 1923 potrjenih 105.385 smrtnih žrtev.
Škoda zaradi te naravne nesreče je bila ena največjih, ki jih je utrpela cesarska Japonska. Leta 1960, ob 37. obletnici potresa, je vlada 1. september razglasila za letni »dan preprečevanja nesreč«.

### Škoda in smrti
Ker se je potres zgodil, ko so ljudje kuhali obroke, so mnogi umrli zaradi velikih požarov, ki so izbruhnili. Požari so izbruhnili takoj po potresu. Nekateri požari so se razvili v ognjene nevihte, ki so zajele mesto. Veliko ljudi je umrlo, ko so njihova stopala obtičala na talečem se asfaltu. Največjo posamezno izgubo življenj je povzročil ognjeni vrtinec, ki je zajel Rikugun Hondžo Hifukušo (prej skladišče vojaških oblačil) v središču Tokia, kjer je bilo sežganih okoli 38.000 ljudi, potem ko so se tja zatekli po potresu. Potres je prekinil vodovode po vsem mestu, gašenje požarov pa je trajalo skoraj dva polna dneva do poznega jutra 3. septembra.
Močan tajfun s središčem ob obali polotoka Noto v prefekturi Išikava je približno istočasno kot potres v Tokijski zaliv prinesel močan veter. Ti vetrovi so povzročili hitro širjenje požarov.
Cesar in cesarica sta bivala v Nikku, ko je Tokio prizadel potres in nikoli nista bila v nevarnosti. Ameriški vršilec dolžnosti generalnega konzula Max David Kirjassoff in njegova žena Alice Josephine Ballantine Kirjassoff sta umrla v potresu. Sam konzulat je v poznejših požarih izgubil celotno svojo evidenco.
Številne domove so zasuli ali odnesli zemeljski plazovi v gorskih in hribovitih obalnih območjih v zahodni prefekturi Kanagava; umrlo okoli 800 ljudi. Rušeče se gorsko pobočje v vasi Nebukava, zahodno od Odavara, je celotno vas in potniški vlak, na katerem je bilo več kot 100 potnikov, skupaj z železniško postajo, potisnilo v morje.
RMS Empress of Australia je bila na tem, da zapusti pristanišče Jokohama, ko je prizadel potres. Komaj je preživela in pomagala pri reševanju 2000 preživelih. V času nesreče je bila v pristanišču tudi linijska ladja P&O Dongola, ki je rešila 505 ljudi in jih odpeljala v Kobe.
Cunami z valovi, visokimi do 10 m, je v nekaj minutah zadel obalo zaliva Sagami, polotoka Bōsō, otoke Izu in vzhodno obalo polotoka Izu. Cunami je povzročil številne smrti, vključno s približno 100 ljudmi ob plaži Jui-ga-hama v Kamakuri in približno 50 ljudi na nasipu Enošima. Več kot 570.000 domov je bilo uničenih, tako da je po ocenah 1,9 milijona ljudi ostalo brez strehe nad glavo. Evakuirane so z ladjo prepeljali iz Kantoja do mesta Kobe v Kansaiju. Ocenjuje se, da je škoda presegla milijardo ameriških dolarjev (ali približno 16 milijard dolarjev danes). Bilo je 57 popotresnih sunkov.

### Posledično nasilje
Etnični Korejci so bili po potresu pobiti. Ministrstvo za notranje zadeve je razglasilo vojno stanje in ukazalo vsem vodjem oddelkov policije, naj ohranitev reda in varnosti postane glavna prednostna naloga. Širile so se lažne govorice, da Korejci izkoriščajo katastrofo, izvajajo požige in rope ter da imajo v lasti bombe. Protikorejsko razpoloženje je okrepil strah pred korejskim neodvisnim gibanjem. V zmedi po potresu je prišlo do množičnih umorov Korejcev s strani drhali v mestnem Tokiu in Jokohami, ki so jih spodbudile govorice o uporih in sabotažah. Vlada je poročala, da so mafije v Tokiu in Jokohami v prvem tednu septembra ubile 231 Korejcev. Neodvisna poročila pravijo, da je bilo število mrtvih veliko višje, od 6000 do 10.000. Nekateri časopisi so govorice poročali kot dejstva, vključno z obtožbo, da so Korejci zastrupljali vodnjake. Številni požari in motna voda iz vodnjakov, malo znani učinek močnega potresa, so potrjevali govorice prestrašenih preživelih, ki so živeli sredi ruševin. Skupine vigilantov so v mestih postavljale cestne zapore in civiliste s šibo preizkušale za domnevno Japonce s korejskim naglasom: tiste, ki niso uspeli, so deportirale, pretepale ali ubijale. Vojska in policijsko osebje sta sodelovali pri ubojih na nekaterih območjih. Od 3000 Korejcev, ki so jih aretirali v bazi vojaškega konjeniškega polka v Narašinu v prefekturi Čiba, jih je bilo 10 % ubitih v bazi ali potem, ko so jih izpustili v bližnje vasi. Še več, enako usodo je doletelo vsakogar, ki je bil pomotoma identificiran kot Korejec, kot so Kitajci, Rjukjuanci in Japonci, ki govorijo nekatera regionalna narečja. Približno 700 Kitajcev, večinoma iz Vendžouja, je bilo ubitih. Spomenik v spomin na to je bil zgrajen leta 1993 v Vendžouju.
V odgovor je vlada pozvala japonsko vojsko in policijo, naj zaščitita Korejce; 23.715 Korejcev je bilo nameščenih v zaščitni pripor po vsej Japonski, 12.000 samo v Tokiu.  Šef policije mesta Curumi (ali Kavasaki po nekaterih poročilih) naj bi javno pil vodo iz vodnjaka, da bi ovrgel govorice, da so Korejci zastrupljali vodnjake. V nekaterih mestih so celo policijske postaje, v katere so pobegnili Korejci, napadli drhal, medtem ko so v drugih soseskah civilisti ukrepali, da bi jih zaščitili. Vojska je razdelila letake, ki so zanikali govorice in prebivalce svarili pred napadi na Korejce, toda v mnogih primerih se je dejavnost nadzora ustavila šele zaradi operacij vojske proti temu. V več dokumentiranih primerih so pri ubojih sodelovali vojaki in policisti, v drugih primerih pa so oblasti skupine Korejcev predale lokalnim stražarjem, ki so jih ubili.
Sredi mafijskega nasilja nad Korejci v regiji Kanto sta regionalna policija in cesarska vojska uporabili pretvezo državljanskih nemirov za likvidacijo političnih disidentov. Socialiste, kot je Hirasava Keišiči [ja] (平澤計七), anarhiste, kot sta Sakae Ōsugi in Noe Itō, in vodjo kitajske skupnosti Ō Kiten [ja] (王希天), sta ugrabila in ubila lokalna policija in cesarska vojska, ki sta je trdil, da nameravajo radikalci izkoristiti krizo kot priložnost za strmoglavljenje japonske vlade.
Režiser Čongkong Oh je posnel dva dokumentarna filma o pogromu: Hidden Scars: The Massacre of Koreans from the Arakawa River Bank to Shitamachi in Tokyo (1983) in The Disposed-of Koreans: The Great Kanto Earthquake and Camp Narashino (1986). Večinoma so sestavljeni iz intervjujev s preživelimi, pričami in storilci.
Na Japonskem vse od takrat poudarjajo pomen pridobivanja in zagotavljanja natančnih informacij po naravnih nesrečah. Literatura o pripravah na potres v sodobni Japonski državljane skoraj vedno usmerja, naj imajo pri sebi prenosni radio in ga uporabljajo za poslušanje zanesljivih informacij ter naj jih ne zavedejo govorice v primeru velikega potresa.

## Posledice
Po uničujočem potresu so nekateri v vladi razmišljali o možnosti, da bi prestolnico preselili drugam. Razpravljali so celo o predlaganih lokacijah za novo prestolnico.
Japonski komentatorji so katastrofo razumeli kot dejanje božje kazni, da bi Japonce opomnili zaradi njihovega egocentričnega, nemoralnega in ekstravagantnega načina življenja. Dolgoročno je bil odgovor na katastrofo močan občutek, da je Japonska dobila neprimerljivo priložnost za obnovo mesta in japonskih vrednot. Pri obnovi mesta, naroda in Japoncev je potres spodbudil kulturo katastrofe in obnove, ki je okrepila diskurze o moralni degeneraciji in nacionalni prenovi na medvojnem Japonskem.
Po potresu je Gotō Šinpei organiziral načrt obnove Tokia s sodobnimi mrežami cest, vlakov in javnih storitev. Parki so bili postavljeni po vsem Tokiu kot zatočišča, javne stavbe pa so bile zgrajene po strožjih standardih kot zasebne stavbe za namestitev beguncev. Izbruh druge svetovne vojne in kasnejše uničenje sta močno omejila vire.
Frank Lloyd Wright je dobil zasluge za načrtovanje hotela Imperial v Tokiu, da je vzdržal potres, čeprav je bila stavba zaradi sunka dejansko poškodovana, a je stala. Uničenje ameriške ambasade je povzročilo, da je veleposlanik Cyrus Woods veleposlaništvo preselil v hotel. Wrightova struktura je zdržala pričakovane potresne obremenitve in hotel je ostal v uporabi do leta 1968. Inovativna zasnova, uporabljena za gradnjo hotela Imperial in njegova strukturna moč sta navdihnila ustvarjanje priljubljene igrače Lincoln Logs.
Nedokončana bojna križarka Amagi je bila v suhem doku, kjer so jo predelali v letalonosilko v Jokosuki v skladu z washingtonsko pomorsko pogodbo iz leta 1922. Potres je nepopravljivo poškodoval trup ladje, zaradi česar so jo dali na razrez, nedokončano hitro bojno ladjo Kaga pa so spremenili v letalonosilko na svojem mestu.
V nasprotju z Londonom, kjer je tifus vztrajno upadal od leta 1870, je stopnja v Tokiu ostala visoka, bolj v stanovanjskih severnih in zahodnih okrožjih višjega razreda kot v gosto poseljenem vzhodnem okrožju delavskega razreda. Razlaga je upad odlaganja odpadkov, ki je postal še posebej resen v severnem in zahodnem okrožju, ko so zaradi urbanizacije propadli tradicionalni načini odlaganja odpadkov. Potres leta 1923 je povzročil rekordno visoko obolevnost zaradi nehigienskih razmer, ki so sledile potresu, in spodbudil vzpostavitev ukrepov proti tifusu in gradnjo mestne infrastrukture.
Katastrofa Honda Point na zahodni obali ZDA, v kateri je nasedlo sedem rušilcev ameriške mornarice in izgubilo 23 življenj, je bila pripisana navigacijskim napakam, ki so jih povzročili nenavadni tokovi, ki so jih povzročili potres na Japonskem.

## Spomin
Od leta 1960 je vsak 1. september določen kot dan preprečevanja nesreč v spomin na potres in ljudi opomni na pomen pripravljenosti, saj sta avgusta in septembra vrhunec sezone tajfunov. Šole ter javne in zasebne organizacije gostijo vaje ob nesrečah. Tokio je v bližini prelomne cone pod polotokom Izu, ki v povprečju povzroči močan potres približno enkrat na 70 let, prav tako je v bližini tektonskega jarka Sagami, velikega subdukcijskega območja, ki lahko povzroči močne potrese. Vsako leto na ta datum se šole po vsej Japonski s trenutkom molka počastijo v spomin na izgubljena življenja točno v času potresa.
Nekateri diskretni spomeniki so v parku Jokoamičo v okraju Sumida, na mestu odprtega prostora, kjer je po ocenah en sam ognjeni vrtinec ubil 38.000 ljudi. V parku je spominska dvorana/muzej v budističnem slogu, spominski zvon, ki so ga darovali tajvanski budisti, spomenik žrtvam zračnih napadov na Tokio iz druge svetovne vojne in spomenik korejskim žrtvam pobojev vigilantov.

## V popularni kulturi

### V literaturi in grafiki
V zgodovinskem fantastičnem romanu Teito Monogatari (Hiroši Aramata) je podana nadnaravna razlaga vzroka potresa v Velikem Kantoju, ki jo povezuje z načeli feng šuja.
V romanu Jasunarija Kavabate iz leta 1930 Škrlatna tolpa Asakusa ( (浅草紅, Asakusa Kurenaidan) se več poglavij ukvarja s potresom v Velikem Kantoju.
V enem od prizorov v knjigi, Japan Sinks (avtor Sakjo Komacu), zaradi hitrega podrivanja pacifiške in evrazijske plošče jarek Sagami poči v potresu z magnitudo 8,5 in ubije več milijonov ljudi v Tokiu in drugih območjih, povzročajo velike cunamije in povzročajo velike požarne nevihte. V filmski priredbi Japan Sinks, Nihon Činbocu, Sagami Trough poči v močnem potresu, imenovanem »Drugi veliki potres Kanto«. V mangi (komični) priredbi Japan Sinks je drugi potres Kantō ubil več kot pet milijonov.
V romanu Pačinko in TV-priredbi Min Jin Lee mladi Hansu pobegne iz Jokohame z očetovim nekdanjim delodajalcem Jakuzo, Rjoič, pred velikim potresom Kantō.
V romanu Oswalda Wynda The Ginger Tree Mary Mackenzie preživi potres in pozneje ustanovi svoje podjetje za oblikovanje oblačil v eni redkih stavb, ki so ostale obstoječe po potresu.

### V filmu ali animaciji
Incident po potresu v Velikem Kantu je ponovno ustvarjen v filmu After Life iz leta 1998, v japonščini znanem kot Wandafuru Raifu (ali Čudovito življenje). V režiji Hirokazuja Kore-ede se dogajanje odvija na vmesni postaji za tiste, ki so pravkar umrli. Novopokojni bodo svoj najlepši spomin odnesli s seboj v onostranstvo. Eden od novopečenih se spominja, da je bil po potresu v gozdu.
Michijo Akaišijev džosei manga (ženski strip) Akacuki no Aria opisuje potres v 8. zvezku. Več krajev, ki jih obiskuje protagonistka Aria Kanbara, kot sta njen internat in hiša bogatega klana Nišimikado, katerega nezakonska članica je, postanejo zatočišča za ranjene in brezdomce. Arijino rojstno mamo hudo poškodujejo ruševine in kasneje umre, kar sproži podzaplet o Arijini lastni dediščini.
V josei mangi Fušigi Jûgi Bjakko Senki Juuja Vataseja iz leta 2017 junakinja Suzuno Osugi takoj po potresu prvič vstopi v vesolje štirih bogov: njen oče Takao, ki umira zaradi poškodb, ki jih je utrpel, ko se je družinska hiša usodno zrušila nanj in Suzunova mati Tamajo, ji to naroči, da bo preživela katastrofo in njene posledice. Po kratkem času tam jo pošljejo nazaj v že uničeni Tokio, kjer jo skupaj z njeno skorajšnjo ljubezen Seidži Horie in dvema mladima fantoma Hideo in Keniči sprejme prijatelj pokojnega Takaoa, dr. Oikava.
MangaVakija Jamata Haikara-san ga Tōru dejansko doseže svoj vrhunec po potresu v Velikem Kantoju – ki se zgodi tik pred poroko glavne ženske vloge Benio Hanamure in njena druga ljubezen Tousei. Benio komaj preživi, ko krščanska cerkev, v kateri se je poročila, propade, nato pa najde svojo dolgo izgubljeno ljubezen Šinobuja, čigar druga ljubezen je Larisa med žrtvami; spet se zberejo in Tousei jim to dovoli.
V josei mangi Makiko Hirata in animeju Kasei Jakjoku se zgodba konča nekaj časa po potresu, kot posledica glavnega ljubezenskega trikotnika med plemkinjo Akiko Hašou, njenim ljubimcem Taka Itoujem in Akikino osebno služkinjo Saro Učida. Potres se zgodi ravno v trenutku, ko je napovedana poroka med Akiko in njenim zaročencem Kijosujem Saionjijem. Sara je na ulici, Taka pa odpelje Sarinega brata Juničirouja v bolnišnico, potem ko je bil poškodovan v incidentu, povezanem z jakuzami. Hašoujev dvorec je uničen, kar privede do čustvenega spopada med Akiko in Saionjijem; medtem je tudi Sarina skromna hiša v predmestju uničena, njena in Juničiroujeva mati pa umreta zaradi poškodb, ki jih je utrpela v potresu.[55]
Nemi film Mauricea Tourneurja iz leta 1924 Torment ima v zapletu potres v Jokohami in v filmu uporablja posnetke potresa v Kantō.
V animirani seriji, Tokio z magnitudo 8,0, jarek Sagami poći v potresu z magnitudo 8,0, ki je v Tokiu ubil več kot 200.000 ljudi, povzročil poplave in požare ter ogrožal glavnega junaka.
Go Nagaijeva manga Violence Jack je postavljena v scenarij, v katerem ogromen potres, imenovan »The Great Kanto Hellquake«, ki spominja na potres leta 1923, opustoši Tokio in loči regijo Kanto od preostale Japonske ter jo odseka od zunanji svet.
V animiranem filmu režiserja Hajaa Mijazakija The Wind Rises iz leta 2013 glavni junak Džiro Horikoši potuje z vlakom v Tokio na študij inženirstva. Na poti leta 1923 pride do potresa, ki poškoduje vlak in povzroči velik požar v mestu.
Del zgodbe v različicah anime in mange Taišo Otome Fairj Tale (avtor Sana Kirioka) se je zgodil med potresom. Takrat je bil Juzuki v Tokiu na obisku pri prijatelju, zaradi česar je Tamahiko skrbelo in ji je sledil v Tokio.